# Marija Petkowa
Marija Petkowa (bulgarisch Мария Петкова, engl. Transkription Mariya Petkova, geb. Вергова – Wergowa – Vergova; * 3. November 1950 in Plowdiw) ist eine ehemalige bulgarische Diskuswerferin.
Sie gewann sowohl bei den Olympischen Spielen 1976 in Montreal als auch bei den Olympischen Spielen 1980 in Moskau die Silbermedaille im Diskuswurf. Beide Male wurde sie nur von der Ostdeutschen Evelin Jahl geschlagen.
Bei den Leichtathletik-Europameisterschaften 1982 in Athen wurde sie Zweite, bei den Leichtathletik-Weltmeisterschaften 1983 in Helsinki Dritte. Daneben war sie zweimal Siegerin bei Universiaden, nämlich 1975 in Rom und 1977 in Sofia. Außerdem wurde sie sechsmal bulgarische Landesmeisterin im Diskuswurf (1974, 1976, 1977, 1981, 1982, 1984).
Mit ihrer persönlichen Bestweite von 71,80 m, aufgestellt am 13. Juli 1980 in Sofia, übertraf sie den nur zwei Monate alten Weltrekord von Evelin Jahl um 30 Zentimeter. Erst am 22. Mai 1983 gelang es der sowjetischen Athletin Galina Sawinkowa, ihn auf 73,26 m zu steigern.
Marija Wergowa-Petkowa ist 1,85 m groß und wog zu Wettkampfzeiten 105 kg.